# Nikki Greene
Sheniqua S. „Nikki” Greene (ur. 6 września 1990 w North Charleston) – amerykańska koszykarka grająca na pozycjach silnej skrzydłowej oraz środkowej.
17 stycznia 2015 została zawodniczką CCC Polkowice. 28 czerwca 2016 podpisała umowę ze Ślęzą Wrocław. 13 października 2017 podpisała umowę z izraelskim Benot Herclijja.
W drugiej połowie listopada 2018 dołączyła do Pszczółki Polski-Cukier AZS-UMCS Lublin. W maju 2019 opuściła klub.

## Osiągnięcia
Stan na 3 maja 2017, na podstawie, o ile nie zaznaczono inaczej.
NCAA
- Uczestniczka rozgrywek:
  - Sweet Sixten turnieju NCAA (2013)
  - II rundy turnieju NCAA (2011, 2012, 2013)
- Mistrzyni sezonu regularnego konferencji Big Ten (2012, 2013)
- Zaliczona do:
  - I składu:
    - defensywnego Big Ten (2011)
    - Academic All-Big Ten (2011, 2012)
    - III składu Big Ten (2012, 2013)

  - składu All-Big Ten Honorable Mention (2011)

Drużynowe
- Mistrzyni Polski (2017)[7]
- Brązowa medalistka mistrzostw Polski (2015)
- Finalistka pucharu Polski (2017)[8]